# Karl-August Bushe

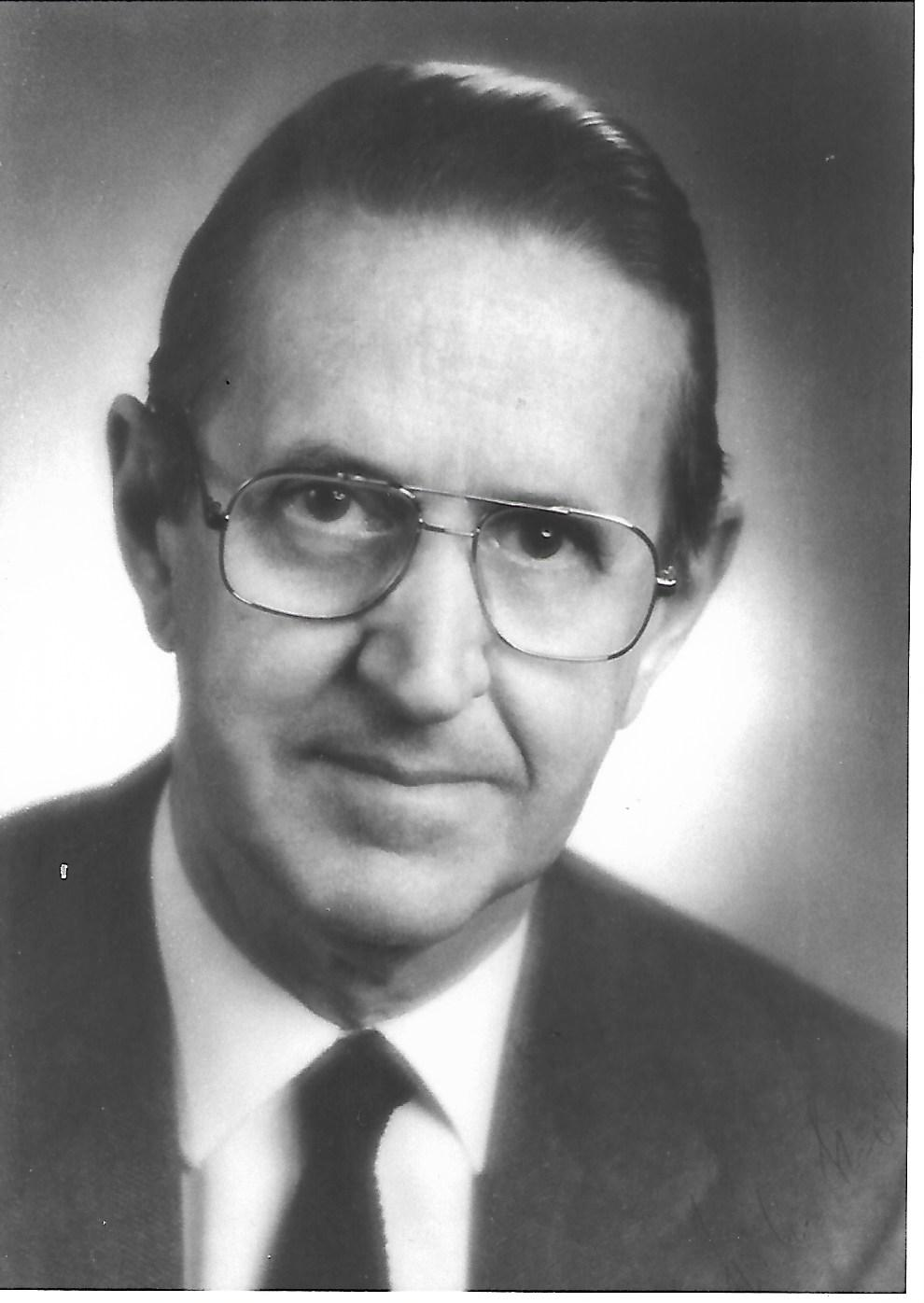
Karl-August Bushe, 1980er Jahre

Karl-August Bushe (* 16. Dezember 1921 in Göttingen; † 13. April 1999 in Würzburg) war ein deutscher Neurochirurg und Hochschullehrer in Göttingen und Würzburg.

## Leben
Bushe studierte von 1939 bis 1945 an der Albert-Ludwigs-Universität Freiburg, der Georg-August-Universität Göttingen und der Friedrich-Wilhelms-Universität zu Berlin Medizin. In Berlin bestand er 1945 das Staatsexamen. In Göttingen wurde er 1945 zum Dr. med. promoviert. Nach der chirurgischen Weiterbildung begann er seine nervenärztliche und neurophysiologische Weiterbildung in Göttingen. 1956 habilitierte er sich mit einer Arbeit aus der Neurophysiologie. 1961 wurde er zum außerplanmäßigen Professor für Neurochirurgie an der Georg-August-Universität ernannt. 1962 wurde er auf ihren Lehrstuhl als Nachfolger seines verstorbenen Lehrers Gerhard Okonek berufen. Hier wirkte er bis 1974 als Direktor der Neurochirurgischen Universitätsklinik. 1974 ging er, wieder als Ordinarius, an die Julius-Maximilians-Universität Würzburg. 1984 wurde er in die Deutsche Akademie der Naturforscher Leopoldina  gewählt. 1987 wurde er emeritiert. Berufungen auf die Lehrstühle in Köln und Freiburg hatte er abgelehnt.

### Ehrenämter
Von 1967 bis 1968 war er 1. Vorsitzender der Deutschen Gesellschaft für Neurochirurgie. Auch hatte er auf internationaler Ebene in Fachgesellschaften den Vorsitz. Von 1966 bis 1967 amtierte er als Dekan der Medizinischen Fakultät der Universität Göttingen, von 1981 bis 1983 als Dekan der Medizinischen Fakultät der Universität Würzburg. Von 1990 bis 1992 war er Vorsitzender der Ethik-Kommission der Medizinischen Fakultät. Viele Jahre leitete er den Arbeitskreis Ärzte und Juristen der Arbeitsgemeinschaft der Wissenschaftlichen Medizinischen Fachgesellschaften. 1990 war er Kongresspräsident der Weltorganisation der Neurochirurgen. Er war Gründungsdekan der Medizinischen Fakultät der TU Dresden. 1995 wurde er an der Technischen Universität Dresden ehrenpromoviert.

### Sonstiges
Bushe war Corpsschleifenträger von Makaria-Guestphalia (1953) und Teutonia-Hercynia (1958). Er war in zweiter Ehe seit 1952 verheiratet mit Eva-Christa Bushe, geb. Neumann (* 28. November 1927 in Blindow Ueckermark; gestorben 29. Juni 2021 in Würzburg). Der Sohn Christoph Bushe ist Orthopäde in Röbel/Müritz.

## Veröffentlichungen (Auswahl)
- als Hrsg. mit Paul Glees: Chirurgie des Gehirns und Rückenmarks im Kindes- und Jugendalter. Hippokrates, Stuttgart 1968.
- Fritz König (1866–1952), der Wegbereiter der modernen Neurochirurgie in Deutschland. In: Zentralblatt für Neurochirurgie. Band 57, 1996, S. 55–61.
- als Hrsg. mit Leo Koslowski, Theo Junginger und Konrad Schwemmle: Die Chirurgie. 4. Auflage. Schattauer, Stuttgart 1999, ISBN 3-7945-1500-5.